# Калининское сельское поселение (Русско-Полянский район)
Калининское се́льское поселе́ние — муниципальное образование в Русско-Полянском районе Омской области Российской Федерации.
Административный центр — село Калинино.

## История
Статус и границы сельского поселения установлены Законом Омской области от 30 июля 2004 года № 548-ОЗ «О границах и статусе муниципальных образований Омской области».

## Население
| 2010  | 2011  | 2012  | 2013  | 2014  | 2015  | 2016  |
| ----- | ----- | ----- | ----- | ----- | ----- | ----- |
| 1193  | ↘1189 | ↘1180 | ↘1157 | ↘1100 | ↘1071 | ↘1063 |
| 2017  | 2018  | 2019  | 2020  | 2021  | 2023  |       |
| ↘1036 | ↗1040 | ↘991  | ↘939  | ↘771  | ↘748  |       |

## Состав сельского поселения
| № | Населённый пункт | Тип населённого пункта       | Население |
| - | ---------------- | ---------------------------- | --------- |
| 1 | Бессарабка       | деревня                      | 176       |
| 2 | Граничная        | железнодорожная станция      | 0         |
| 3 | Джон-Чилик       | деревня                      | 0         |
| 4 | Калинино         | село, административный центр | 785       |
| 5 | Черноусовка      | деревня                      | 232       |